# Linda/Donna davvero
Linda è una delle più famose canzoni dei Pooh. 

## Storia
Fu composta da Roby Facchinetti e Valerio Negrini parecchio tempo prima, ma venne pubblicata soltanto nel 1976, per diventare il brano guida dell'album Poohlover. Pare che la canzone sia ispirata alla modella americana Linda Larsen, comparsa nello special televisivo dei Pooh girato a Sperlonga nel 1975, in occasione dell'album Un po' del nostro tempo migliore e messo in onda dalla RAI il 3 ottobre di quell'anno.
Il brano fu presentato fuori concorso al Festivalbar 1976. Si tratta della prima incisione del gruppo dopo la rottura con il produttore, Giancarlo Lucariello, il quale in genere osteggiava lo sviluppo di arrangiamenti rockeggianti. Del resto, questo è anche il primo singolo degli anni settanta dei Pooh dove si possa udire con chiarezza il suono della chitarra elettrica. Il testo narra una storia d'amore del tutto simile a quelle tipiche del vecchio sodalizio Lucariello-Pooh. Questo vale anche per la facciata B del singolo, Donna davvero: la canzone, dagli arrangiamenti simili a quelli di Linda, sarebbe successivamente stata esclusa dalla selezione per l'album Poohlover, per andare in seguito a far parte dell'antologia I Pooh 1975-1978.

## Versione spagnola
Tradotta in lingua spagnola, Linda riscosse larga popolarità anche in Sudamerica grazie alla versione di Miguel Bosé, che all'epoca era un cantante poco conosciuto, ma che presto avrebbe fatto parlare di sé. Linda è il pezzo che dà il titolo al suo album del 1977, disco nel quale venivano proposte altre canzoni italiane tradotte in spagnolo. Anche i Pooh proposero una versione in spagnolo, sempre intitolata Linda, mentre Donna davvero diventava Mujer entera.